# Nuevo París

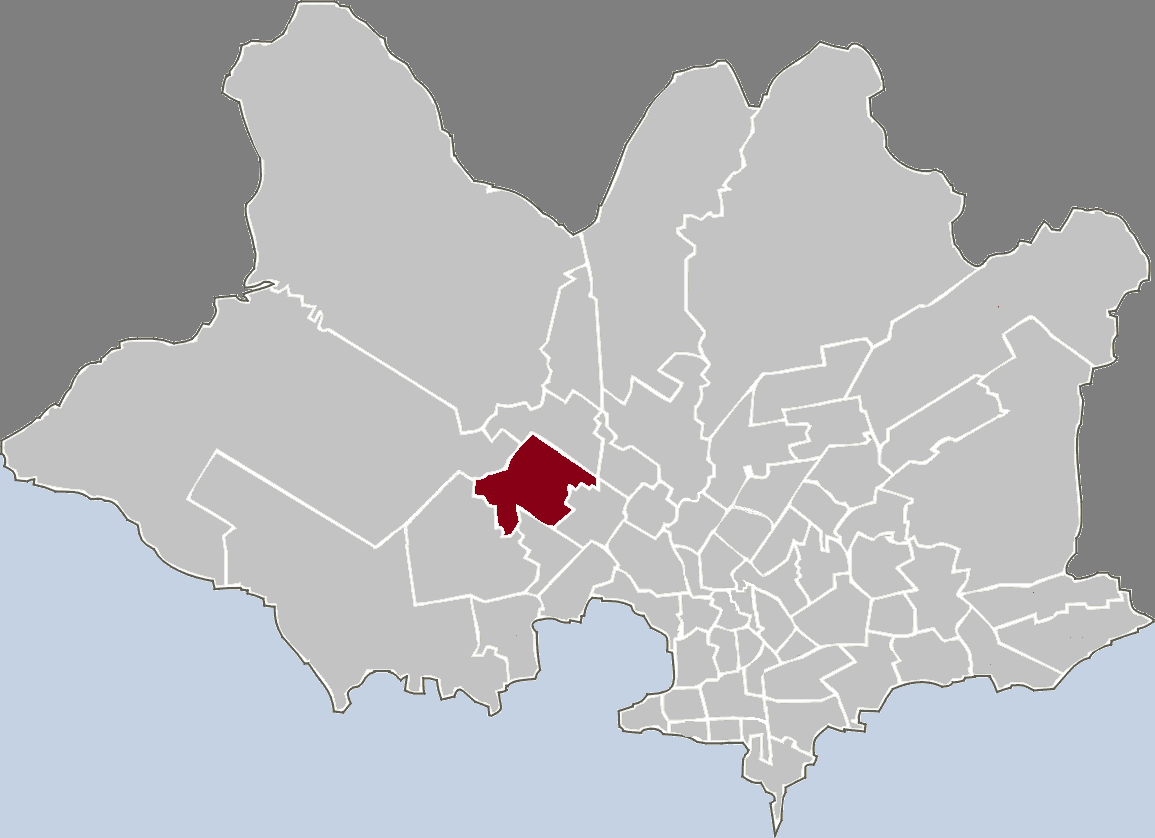
Lage von Nuevo París in Montevideo

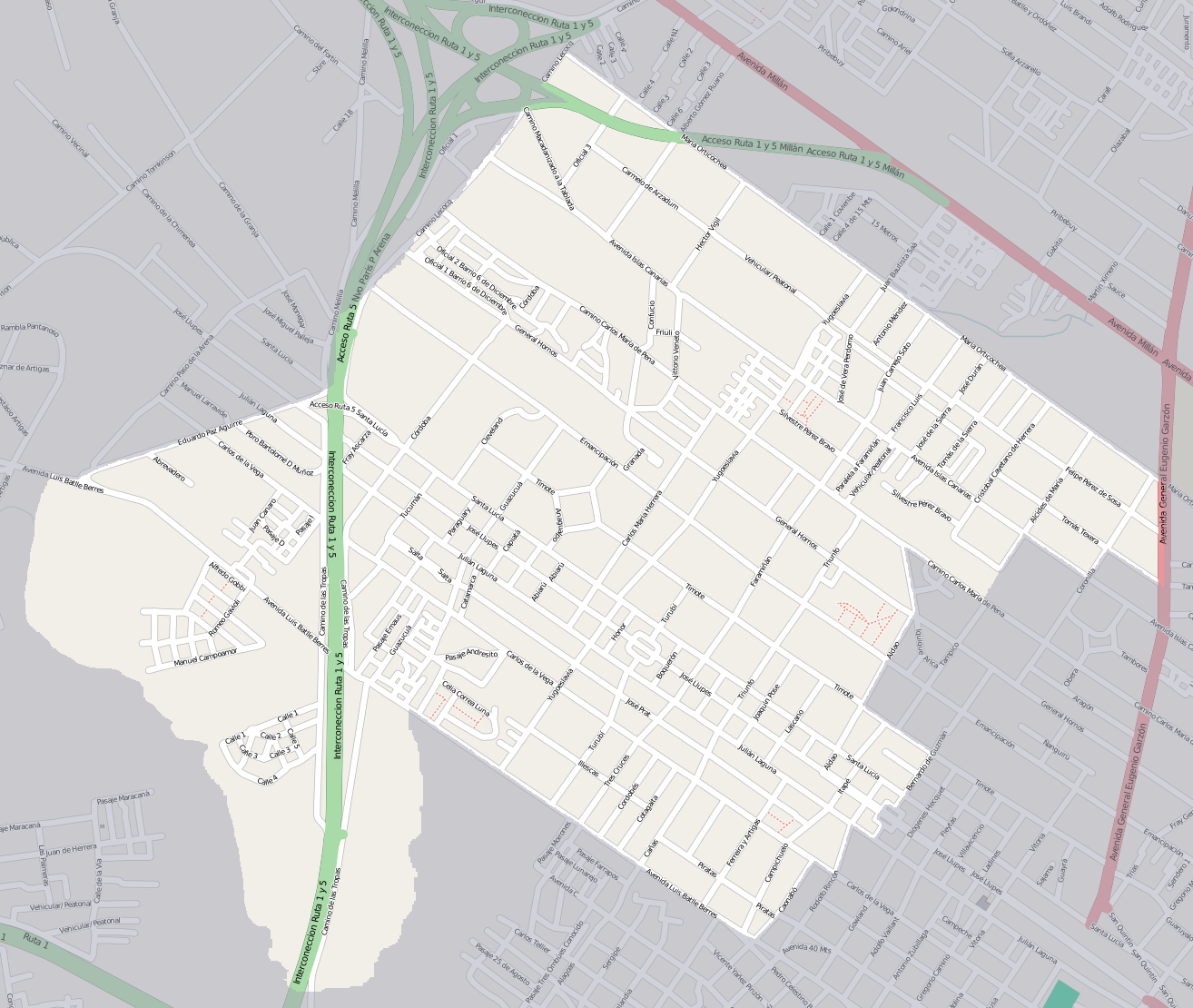
Plan von Nuevo París

Nuevo París ist ein Stadtviertel (Barrio) der uruguayischen Hauptstadt Montevideo.

## Lage
Es befindet sich im zentralen Westen der Stadt. Westlich und nordwestlich führt das Barrio Paso de la Arena das Stadtgebiet fort. Im Norden schließt Conciliación, östlich Sayago und im Südosten Belvedere an. Im Süden, unter anderem abgegrenzt durch die Avenida Batlle Berres liegt das Barrio Tres Ombúes – Pueblo Victoria, südwestlich La Paloma - Tomkinson. Das Gebiet von Nuevo París ist den Municipios A und G zugeordnet.

## Geschichte
Gegründet wurde Nuevo París 1869 auf Grundlage des von Ingenieur Demetrio Isola entworfenen Stadtentwicklungsplans.

## Beschreibung
Nuevo París wird als industriell geprägtes Viertel beschrieben. Die wichtigsten Straßen des Viertels sind Santa Lucía und Llupes. Ende des 19. Jahrhunderts entstanden hier zahlreiche Gerbereien, die das Viertel prägten und gemeinsam mit den nahen Schlachthöfen und Fabriken den Charakter des Viertels beeinflussten. Zu den namhaften Gerbereien zählten dabei die Suiza Uruguaya in der Calle Timote, sowie Branáa, Curtifran (Calle Santa Lucía) und diejenige des Sr. Lanza (Calle Llupes). In Nuevo París ist der Salus Football Club beheimatet.